# Mokeri
Mokeri es una ciudad censal situada en el distrito de Kannur en el estado de Kerala (India). Su población es de 19684 habitantes (2011). Se encuentra a 26 km de Kannur y a 67 km de Kozhikode.

## Demografía
Según el censo de 2011 la población de Mokeri era de 19684 habitantes, de los cuales 9039 eran hombres y 10645 eran mujeres. Mokeri tiene una tasa media de alfabetización del 95,95%, superior a la media estatal del 94%: la alfabetización masculina es del 97,72%, y la alfabetización femenina del 94,47%.